# Lac du Flambeau
Lac du Flambeau és una concentració de població designada pel cens dels Estats Units a l'estat de Wisconsin. Segons el cens del 2000 tenia 1.646 habitants.

## Demografia
Segons el cens del 2000, Lac du Flambeau tenia 1.646 habitants, 524 habitatges, i 410 famílies. La densitat de població era de 126,3 habitants per km².
Dels 524 habitatges en un 46,4% hi vivien nens de menys de 18 anys, en un 35,7% hi vivien parelles casades, en un 31,5% dones solteres, i en un 21,6% no eren unitats familiars. En el 16,4% dels habitatges hi vivien persones soles el 4% de les quals corresponia a persones de 65 anys o més que vivien soles. El nombre mitjà de persones vivint en cada habitatge era de 3,14 i el nombre mitjà de persones que vivien en cada família era de 3,43.
Per edats la població es repartia de la següent manera: un 38,7% tenia menys de 18 anys, un 9,4% entre 18 i 24, un 27,3% entre 25 i 44, un 16,4% de 45 a 60 i un 8,2% 65 anys o més.
L'edat mediana era de 26 anys. Per cada 100 dones de 18 o més anys hi havia 90 homes.
La renda mediana per habitatge era de 27.381 $ i la renda mediana per família de 28.350 $. Els homes tenien una renda mediana de 24.750 $ mentre que les dones 22.240 $. La renda per capita de la població era d'11.496 $. Aproximadament el 18,9% de les famílies i el 21,6% de la població estaven per davall del llindar de pobresa.

## Poblacions més properes
El següent diagrama mostra les poblacions més properes.